# Konstantin Rausch
 (août 2025).
Konstantin Viktorovitch Rausch (en russe : Константин Викторович Рауш) est un footballeur allemand et russe né le 15 mars 1990 à Kojevnikovo dans l'oblast de Tomsk en Russie. Il joue au poste d'arrière gauche au FC Nuremberg.

## Biographie
Après la fin de son contrat à Hanovre le 1er juillet 2013 Rausch est transféré au VfB Stuttgart.
Le 7 octobre 2017, il effectue sa première sélection en équipe de Russie en rentrant en jeu pour Youri Zhirkov face à la Corée du Sud.
Le 11 mai 2018, il est sélectionné sur une pré-liste de 28 joueurs pouvant participer à la Coupe du Monde 2018, mais l'entraineur Stanislav Tchertchessov décide de ne pas l'inclure dans sa liste finale de 23 joueurs.

## Palmarès
- Allemagne
  - 2007 : Médaille de Bronze à la Coupe du monde de football des moins de 17 ans